# Draheim
Draheim eller Drahim var en eksklave i det polske kongedømme i det 15. århundrede. Efter en række oprør blev det knyttet til Brandenburg-Preussen i 1657, mens det i 1772 blev direkte indlemmet i kongeriget Preussen.
53°36′N 16°12′Ø / 53.6°N 16.2°Ø